# Лукинское (Чагодощенский район)
Лукинское — деревня в Чагодощенском районе Вологодской области.
Входит в состав Лукинского сельского поселения, с точки зрения административно-территориального деления — в Лукинский сельсовет.
Расположена на правом берегу реки Чёрная (приток Кобожи). Расстояние по автодороге до районного центра Чагоды — 43 км, до центра муниципального образования деревни Анишино — 2 км. Ближайшие населённые пункты — Анишино, Красная Горка, Чикусово.
По переписи 2002 года население — 41 человек (15 мужчин, 26 женщин). Преобладающая национальность — русские (80 %).